# 南日德蘭郡
南日德蘭郡（丹麥語：Sønderjyllands Amt）是丹麥南部的郡，位於日德蘭半島的南部，另有勒姆島和阿爾斯島。南鄰德國，西臨北海，東臨小貝爾特海峽。2007年1月1日被併入南丹麥大區。
歷史上該郡是什勒斯維希的北部。